# Hopeless Romantic (The Bouncing Souls)
Hopeless Romantic is het vierde studioalbum van de Amerikaanse punkband The Bouncing Souls. Het album werd uitgegeven op 4 mei 1999 via het platenlabel Epitaph Records op cd en lp en is het tweede studioalbum dat de band via dit label heeft laten uitgeven. Het werd heruitgegeven op lp in 2010 en 2014. Het album heeft een single voortgebracht, namelijk "Fight to Live" (1999).
Gitarist Pete Steinkopf noemt Hopeless Romantic het best verkochte album van de band. Het album staat op de veertigste plek op de ranglijst "50 Greatest Pop-Punk Albums" van het muziekblad Rolling Stone.
Hopeless Romantic is het laatste album van The Bouncing Souls waar de oorspronkelijke drummer van de band, Shal Khichi, aan heeft meegewerkt.

## Nummers
1. "Hopeless Romantic" - 2:12
2. "'87" - 3:27
3. "Kid" - 2:50
4. "Fight to Live" - 2:58
5. "Bullying the Jukebox" - 3:48
6. "You're So Rad" - 1:19
7. "Night on Earth" - 4:54
8. "Monday Morning Ant Brigade" - 2:24
9. "¡Olé!"- 3:04
10. "Undeniable" - 2:37
11. "Wish Me Well (You Can Go to Hell)" - 2:56
12. "It's Not the Heat, It's the Humanity" - 2:14
13. "The Whole Thing" - 5:13

## Muzikanten
Band
- Greg Attonito - zang
- Pete Steinkopf - gitaar
- Bryan Keinlen - basgitaar
- Shal Khichi - drums

Aanvullende artiesten
- Kara "Katalina" Wethington - zang (track 12)